# Облога Нарви (1581)
59°22′45″ пн. ш. 28°12′02″ сх. д. / 59.379166666° пн. ш. 28.200555555° сх. д.
Облога Нарви 1581 — шведська облога Нарви в ході Лівонської війни, що завершилася взяттям міста.

## Хід подій
Нарва (Ругодів) була першим лівонським містом, взятим московськими військами в результаті облоги 1558 року. Щодо Нарви у царя Івана Грозного були великі плани створення великого торгового і військового порту Московії на Балтійському морі. У місті були побудовані православні храми, за 23 роки московського правління до нього переселилося чимало московських купців та ремісників. Нарвська торгівля з містами Північної Німеччини, Данії, Голландії, Франції та Англії стала дуже прибутковою та швидко розвивалася.
Для Шведського королівства та Речі Посполитої поява московитів у Балтійському морі була вкрай небажаною, через що обидві держави вступили у війну. У битві під Венденом на лівонському театрі бойових дій настав перелом. Торішнього серпня 1579 року шведи зробили першу спробу опанувати Нарвою, але відступили, втративши близько 4000 осіб.
У серпні 1581 посилена загонами шотландських найманців шведська армія під командуванням фельдмаршала Понтуса Делагарді і адмірала Клауса Флемінга по Фінській затоці і річці Нарові на кораблях прибула до Нарви і обклавши її з трьох боків, піддала інтенсивному обстрілу із 24 великих картаун. Шведам пішло на користь, що ще до їх прибуття переважна більшість нарвського гарнізону була переведена до Пскова для його оборони від річпосполитських військ. Через півтора тижні, після того, як стіна фортеці була зруйнована, шведське військо увірвалося в місто, придушило опір і вчинило жорстоку різанину. Як пише Балтазар Руссов, при штурмі загинуло близько 300 дітей боярських, близько 2000 стрільців і 7000 московських городян, включаючи жінок та дітей.

## Наслідки
Незабаром Делагарді, користуючись тим, що московські гарнізони фортець Іжорської землі були частково відвернені на оборону Пскова від військ Стефана Баторія, переможним маршем пройшов всю західну Інгерманландію і, вже не зустрічаючи серйозного опору, зайняв фортеці Івангород, Ям і Копор'є. Подальше просування шведів було зупинено у битві під Лялицями та під час облоги Орєшка.
Московія втратила свій єдиний великий порт на Балтиці, а також до Тявзинського світу 1595 взагалі вихід до балтійського узбережжя.